# Karl Joachim von Römer
Freiherr Karl Joachim von Römer (* 1672; † 10. April 1741 bei Mollwitz) war ein österreichischer kaiserlicher Feldmarschallleutnant.

## Leben
Karl Joachim Freiherr von Römer trat als kursächsischer Oberst 1734 im Range eines Generalmajors in kaiserliche Dienste.
1735 nahm er am Feldzug an die Mosel teil, wo die Franzosen besiegt wurden. Während des Türkenkrieges von 1735 kam er 1737 zum Prinzen von Sachsen-Hildburghausen. Nach der Niederlage bei Bajaluka deckte er den Rückzug, ebenso bei Abzug von Belgrad. Dort schlug er am 18. September 1738 die nachsetzenden Türken. 1739 erhielt er das  6. Mährische Dragoner Regiment und wurde Feldmarschall-Leutnant.
Im Ersten Schlesischen Krieg führte er unter Marschall Graf Neipperg die Reiterei in der Schlacht bei Mollwitz. Hier fiel er am 10. April 1741 als erster österreichischer General.